# Peter I van Portugal
Peter I (Coimbra, 8 april 1320 – Estremoz, 18 januari 1367) bijgenaamd de Rechtvaardige, was koning van Portugal van 1357 tot 1367.
Peter I was de derde zoon van Alfons IV van Portugal en diens vrouw Beatrix van Castilië. Hij was de oudst overlevende zoon voor opvolging van zijn vader. Hij werd vooral bekend door de relatie die hij onderhield met Inês de Castro, een hofdame van zijn vrouw Constance.
In 1328, op achtjarige leeftijd, werd Peter door zijn vader uitgehuwelijkt aan Blanca van Castilië, een kleinkind van Sancho IV van Castilië. De Portugese koning wilde hiermee de banden met Castilië verstevigen. Het huwelijk werd echter vier jaar later geannuleerd vanwege de slechte lichamelijke toestand waarin de Spaanse prinses verkeerde.
In 1340 versloeg Alfons IV van Portugal samen met Alfons XI van Castilië de Moren in de slag bij de rivier Salado. Deze gezamenlijke overwinning betekende een versterking van de positie van de beide koninkrijken tegenover de Moren, maar ook tegenover het koninkrijk Navarra. Alfonso IV dwong Peter in 1339/1340 opnieuw een Castiliaanse prinses, Constance Manuel (1323-1345) te trouwen. Samen met deze prinses arriveerde diens hofdame, Inês de Castro, waarop Peter hopeloos verliefd werd. Constance stierf in 1345 in het kraambed van haar derde kind.
Inês de Castro verhuist al snel naar het klooster Santa Clara-a-Velha in de buurt van Coimbra. Peter besluit ook met haar te gaan samen wonen. Ze krijgen ook vier kinderen.
De affaire van de koningszoon met de Spaanse hofdame kon de goedkeuring van de koning en van het Portugese hof niet wegdragen, en Inês werd gedwongen de hofhouding te verlaten. Hierna onderhielden Peter en Inês in het geheim een relatie. Inês de Castro oefende een belangrijke invloed uit op de politiek van Peter I. Peter stelde onder meer de broers van Inês aan in belangrijke posities aan het hof.
Dit verontrustte koning Alfons. De relatie tussen Inês en Peter bracht de verhouding tot het koningshuis van Castilië in gevaar. Aan de andere kant werd de invloed van de Castiliaanse bannelingen, de vrienden en familie van Inês, steeds groter, en Alfons was bang dat de troon na zijn dood in handen van deze Castilianen zou vallen. Hij vreest ook dat de kinderen later op de troon aanspraak zouden kunnen maken. Inês werd in opdracht van de koning vermoord, waarna Peter tegen zijn vader in opstand kwam. In 1356 versloeg Alfons zijn zoon. De koning stierf in 1357 waarna Peter hem opvolgde.
Peter verklaarde dat hij reeds voor de dood van Inês met haar getrouwd was, met het doel haar postuum als koningin te benoemen en zijn kinderen met Inêz te laten erkennen. Het huwelijk werd echter niet erkend en de kinderen van Inêz vertrokken naar Castilië.
Twee van de drie moordenaars van Inês werden later gevangengenomen. De legende gaat dat Peter eigenhandig hun hart uit hun lichaam gerukt zou hebben.
De geschiedschrijver Fernão Lopes schrijft dat Peter hield van rechtspreken en dat hij daartoe veel door het land reisde. Peter zocht het contact met de bevolking en herstelde de privileges van de burgers in de steden, die hij gelijkstelde aan die van de ridders, en tegelijkertijd met het doel de macht van de geestelijkheid te beperken. Hieruit zou zijn bijnaam te verklaren zijn. Fernão Lopes voegt aan de biografie van Peter bovendien nog toe dat de koning een goed jager was, en hield van eten, dansen en zingen.
In 1361 kondigde Peter de Beneplácito Régio af, die verbood dat een Pauselijke bul zonder zijn toestemming gepubliceerd konden worden. Dit was een reactie op de valse bullen, vaak van de hand van de lokale geestelijken, die destijds in Portugal verschenen en voor verwarring zorgden.
Peter liet het lichaam van Inês opgraven en opnieuw opbaren in een klooster in Alcobaça. Daar liet hij een grafmonument maken, dat nog steeds bestaat. Het bestaat uit twee graftomben waarin de vorsten tegenover elkaar liggen. Het idee is dat op de Dag des oordeels beide vorsten al overeind komend elkaar aankijken. Op het monument bevindt zich de inscriptie Até o fim do mundo, in het Nederlands Tot aan het einde van de wereld.

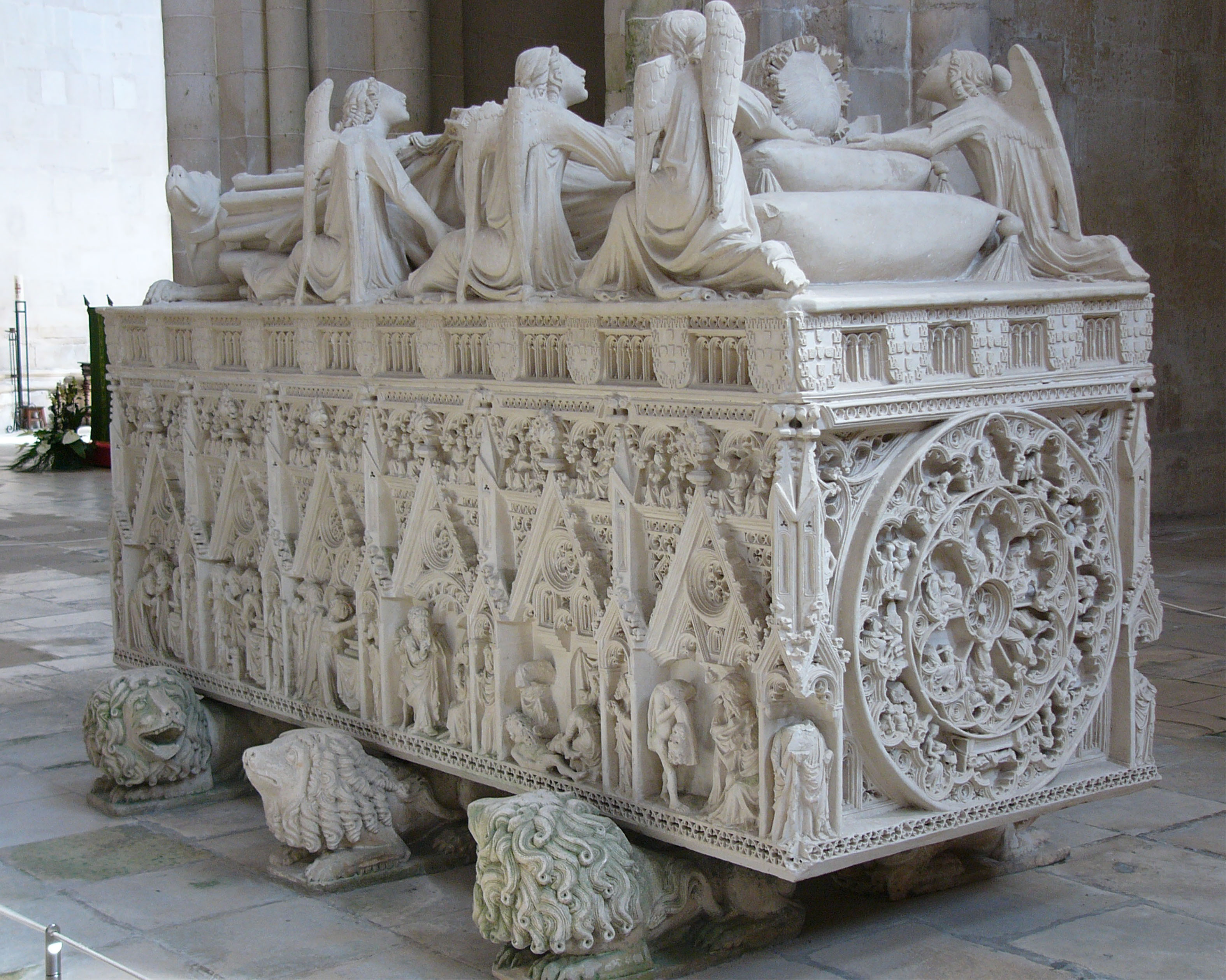
De graftombe van Peter I van Portugal in Alcobaça

## Nageslacht
Met Constance Manuel (1320-1345)
- Lodewijk († 1340)
- Maria (6 april 1342 - 1367), ∞ 1354 Ferdinand van Aragon
- Ferdinand I (31 oktober 1345 - 22 oktober 1383), opvolger, koning

Met Inês de Castro (1325-1355)
- Alfons (dood bij geboorte)
- Beatrix van Alburquerque (1347-1381)
- Johan (1349-1387)
- Dionysius (1354-1397)

Buitenechtelijk met Teresa Lourenco
- João/Johan (1358-1433), wordt 1385 verkozen tot koning

## Voorouders
| Voorouders van Peter I van Portugal (1320-1367) | Voorouders van Peter I van Portugal (1320-1367)                        | Voorouders van Peter I van Portugal (1320-1367)                       | Voorouders van Peter I van Portugal (1320-1367)                       | Voorouders van Peter I van Portugal (1320-1367)                       |
| ----------------------------------------------- | ---------------------------------------------------------------------- | --------------------------------------------------------------------- | --------------------------------------------------------------------- | --------------------------------------------------------------------- |
| Overgrootouders                                 | Alfons III van Portugal (1210-1279) ∞ Beatrix van Castilië (1242-1303) | Peter III van Aragón (1239-1285) ∞ Constance van Sicilië (1249-1302)) | Alfons X van Castilië (1221-1284) ∞ Violante van Aragón (1236-1301)   | Alfons van Molina (-) ∞ Mayor Alfonso de Menezes (-)                  |
| Grootouders                                     | Dionysius van Portugal (1261-1325) ∞ Elisabeth van Aragón (1271-1336)  | Dionysius van Portugal (1261-1325) ∞ Elisabeth van Aragón (1271-1336) | Sancho IV van Castilië (1258-1295) ∞ Maria van Molina (1265-1321)     | Sancho IV van Castilië (1258-1295) ∞ Maria van Molina (1265-1321)     |
| Ouders                                          | Alfons IV van Portugal (1291-1357) ∞ Beatrix van Castilië (1293-1359)  | Alfons IV van Portugal (1291-1357) ∞ Beatrix van Castilië (1293-1359) | Alfons IV van Portugal (1291-1357) ∞ Beatrix van Castilië (1293-1359) | Alfons IV van Portugal (1291-1357) ∞ Beatrix van Castilië (1293-1359) |